# Центральна садиба Радгоспу «Сурський»
Центральна садиба Радгоспу «Сурський» (рос. Центральная усадьба совхоза «Сурский») — селище в Сурському районі Ульяновської області Російської Федерації.
Населення становить 674 особи. Входить до складу муніципального утворення Сурське міське поселення.

## Історія
Від 2004 року входить до складу муніципального утворення Сурське міське поселення.

## Населення
| 2010 |
| ---- |
| 674  |